# Butzbach
Butzbach este un oraș din districtul Wetteraukreis, landul Hessa, Germania.

## Orașe înfrățite
Orașul Butzbach este înfrățit cu:
- Eilenburg
- Saint-Cyr-l’École